# 阿尔琼·辛格
阿尔琼·辛格，DFC（Arjan Singh，旁遮普语: ਅਰਜਨ ਸਿੰਘ；1919年4月15日—2017年9月16日），印度空军史上唯一的元帅。他出生于英属印度旁遮普的莱亚普尔（Lyallpur）镇一个奥拉克部族（Aulakh，印度北方拉其普特贾特部族）家庭。
阿尔琼·辛格在印度受完教育后，1938年进入英国克兰韦尔皇家空军学院，1939年12月成为一名空军少尉。1944年担任缅甸阿拉干地区战场的印度空军第1中队長，1944年获得英国卓越飞行十字勋章 (DFC)。
1964年8月1日至1969年7月15日辛格担任印度空军参谋长，1965年指挥印度空军作战，獲授莲花赐勋章，1969年50岁时退役。1971年出任印度驻瑞士大使，同时兼任驻梵蒂冈大使。1974年任驻肯尼亚高级专员。1975-1981年任印度政府少数民族委员会委员。1989年12月—1990年12月任德里省督，2002年1月受封空军元帅称号。

## 履历
- 1938年，进入克兰韦尔皇家空军学院为飞行学员
- 1939年，經英国皇家空军任官为空军少尉
- 1940年，空军中尉
- 1942年，空军上尉
- 1944年，少校中队长
- 1945年，获授卓越飞行十字勋章
- 1947年，印度皇家空军中校, 安巴拉空军基地
- 1948年，空军上校, 空军总部训练主任
- 1949年，空军准将, 印度空军 AOC, 作战指挥
- 1961年，空军少将, 空軍總部管理局长
- 1962年，空军参谋次长
- 1963年，空军副参谋长
- 1964年，空军参谋长（空军中将）
- 1965年，空军参谋长，晋升为空军上将
- 1965年，获授莲花赐勋章
- 1966年，参谋长联席委员会主席
- 1969年，退役
- 1971年，驻瑞士兼梵蒂冈大使
- 1974年，驻肯尼亚高级专员
- 1980年，少数民族委员会成员
- 1989年，德里省督
- 2002年，空军元帅